# Marmorkrebs
Der Marmorkrebs (Procambarus fallax f. virginalis, seit Dezember 2017 auch als eigene Art Procambarus virginalis beschrieben) ist eine Form der Flusskrebsart Procambarus fallax. Sie war zunächst nur als Aquarienbewohner in Deutschland bekannt, ihre geographische Herkunft und Abstammung war dagegen lange unklar. Spätere morphologische Untersuchungen und DNA-Analysen zeigten, dass es sich um eine ungeschlechtliche (parthenogenetische) Form der nordamerikanischen Art Procambarus fallax aus Florida und Georgia handelt. Namensgebend ist der marmoriert gezeichnete Carapax.
Mittlerweile ist der Marmorkrebs weltweit in verschiedenen Ländern als Neozoon etabliert. Aufgrund seiner hohen Vermehrungsrate wird er als eine mögliche Bedrohung für die Bestände angestammter Arten betrachtet.

## Merkmale
Der Marmorkrebs entspricht in seiner Färbung und Morphologie dem generellen Erscheinungsbild von Procambarus fallax. Charakteristisch ist die Zeichnung des Carapax, der seitlich eine Marmorierung aufweist. Der Krebs wird bis zu 15 cm (in der Regel 12 cm) lang. Er erreicht ein Lebendgewicht von 15, ausnahmsweise bis 30 g.
Neben der charakteristischen hellen marmorierten Färbung auf braunem, sandfarbenem oder grünlichem Grund ist die Art in Mitteleuropa von anderen hier heimischen oder eingeschleppten und eingebürgerten Flusskrebs-Arten so unterscheidbar: Der Carapax ist überwiegend glatt, ohne auffallende Dornen, auf den Körperseiten vor der Nackenfurche findet sich eine (mit dem Finger fühlbare) Gruppe von knotenförmigen Erhebungen und Buckeln. Die beiden Rückenfurchen laufen auf der Oberseite eng zusammen, ohne sich zu berühren. Die Scheren sind im Verhältnis zur Körpergröße eher kleiner als bei anderen Flusskrebsarten, ihre Unterseite ist nie rot gefärbt. Der Innenrand der Scherenhand ist etwa genauso lang wie der bewegliche Scherenfinger.

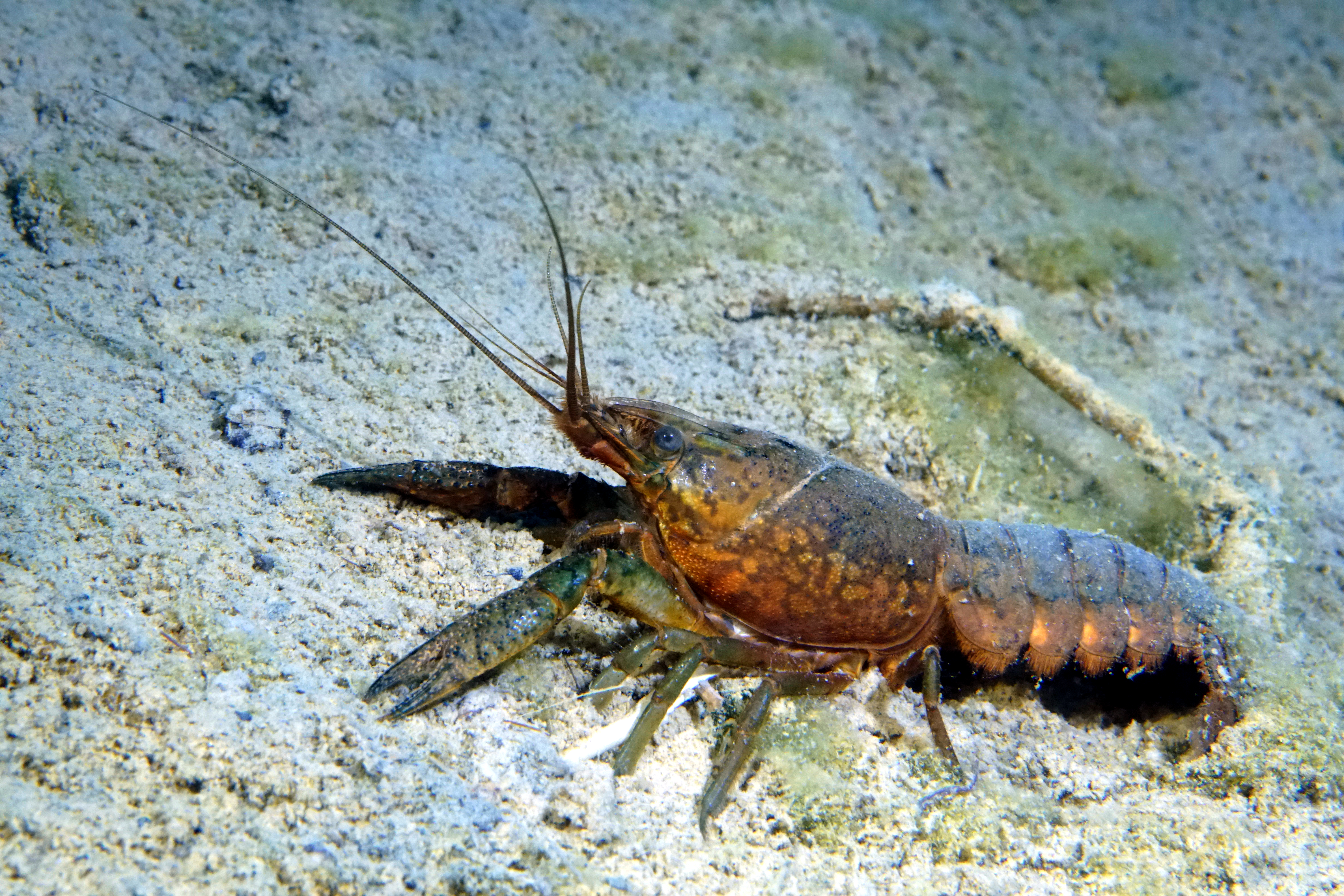

## Vermehrung und Lebenszyklus
Der Krebs vermehrt sich als einziger derzeit bekannter Flusskrebs durch Parthenogenese (Jungfernzeugung), Männchen sind unbekannt. Es handelt sich dabei um die apomiktische Form der Parthenogenese, wobei die Meiose bei der Eibildung völlig ausfällt. Warum und auf welchem Wege diese Fortpflanzungsart bei dieser (und nur bei dieser) Flusskrebsart aufgetreten ist, ist bisher unklar. Einige Hypothesen, wie beispielsweise die Entstehung durch Hybridisierung oder Infektion durch das Bakterium Wolbachia, die bei anderen Arten bekanntermaßen Parthenogenese verursacht haben, konnten ausgeschlossen werden. Das Tier ist triploid, was bei vielen Tier- und Pflanzenarten die geschlechtliche Fortpflanzung unmöglich macht (vgl. z. B. Banane, deren beliebteste Kultivare ebenfalls triploid sind). Womöglich ist die Art entstanden, indem von einem Elternteil eine „fehlerhafte“ diploide Gametenzelle beigesteuert wurde. Gameten sind üblicherweise haploid.
Aus den Ovarien entwickeln sich reifende Eier, aus welchen je nach Wassertemperatur und -qualität (Sauerstoffgehalt) nach drei bis sechs Wochen rund 120 Jungtiere schlüpfen (Rekordwert: 724), und dies im Aquarium ganzjährig alle acht Wochen. Die Eier werden nach der Ablage an den Pleopoden auf der Hinterleibs-(Pleon-)unterseite der Muttertiere befestigt. Die Weibchen nehmen in dieser Zeit keine Nahrung zu sich und suchen Verstecke auf. Die geschlüpften Jungtiere haben eine Körperlänge von etwa 4 mm. Die ersten beiden Jugendstadien nehmen keine Nahrung zu sich und verbleiben auf dem Muttertier. Nach dem Schlüpfen häuten sich die Jungtiere regelmäßig, bis sie im Alter von ca. vier Monaten nach ca. 15 Häutungen selbst die Geschlechtsreife erlangen. Die normale Generationsdauer ist etwa sechs Monate. Ein einzelnes Weibchen kann bis zu sieben Mal Eier produzieren, es häutet sich im adulten Stadium noch bis zu zehnmal. Seine normale Lebensdauer beträgt etwa zwei Jahre, der Rekord liegt bei 1610 Tagen.
Obwohl alle Jungtiere aufgrund der Vermehrungsweise genetisch identisch sind, unterscheiden sie sich im Phänotyp merklich. So wies z. B. jedes von etlichen Hundert untersuchten Jungtieren eine individuelle Zeichnung auf.
Zwischen der einzigartigen klonalen Vermehrungsweise der Marmorkrebse und derer von Tumorzellen versuchen Onkologen des Deutschen Krebsforschungszentrums Parallelen zu ziehen.

## Nahrung

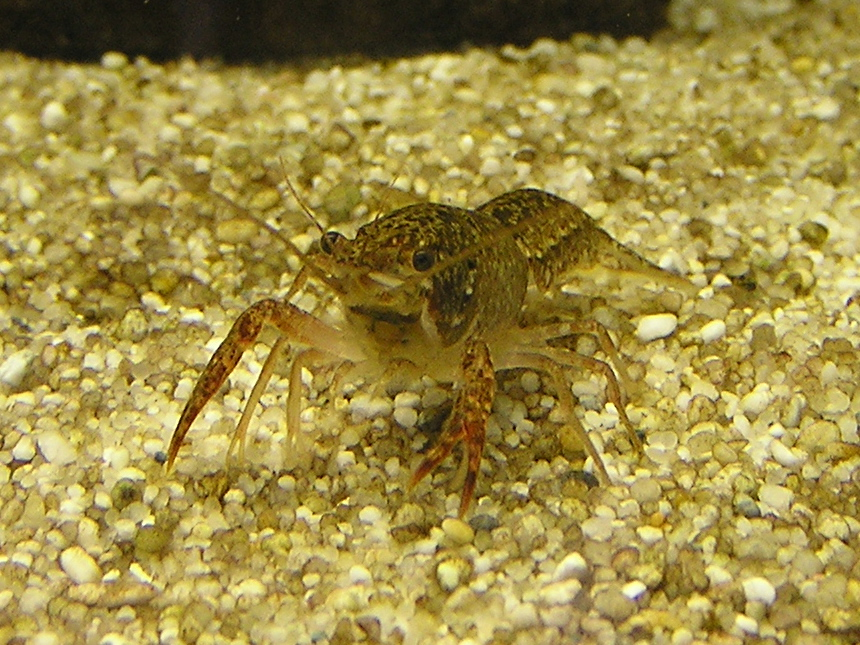
Jungtier

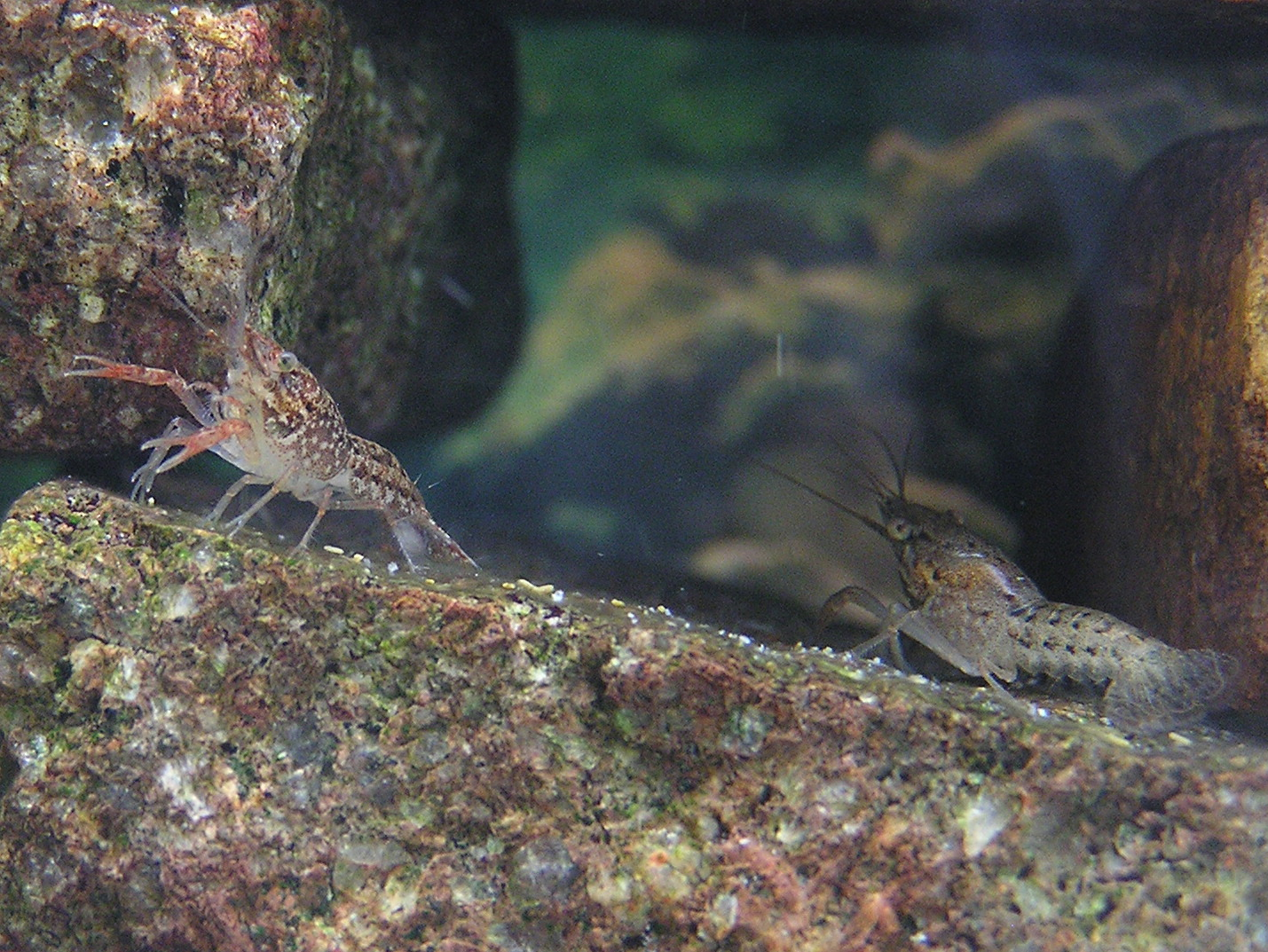
Jungtiere

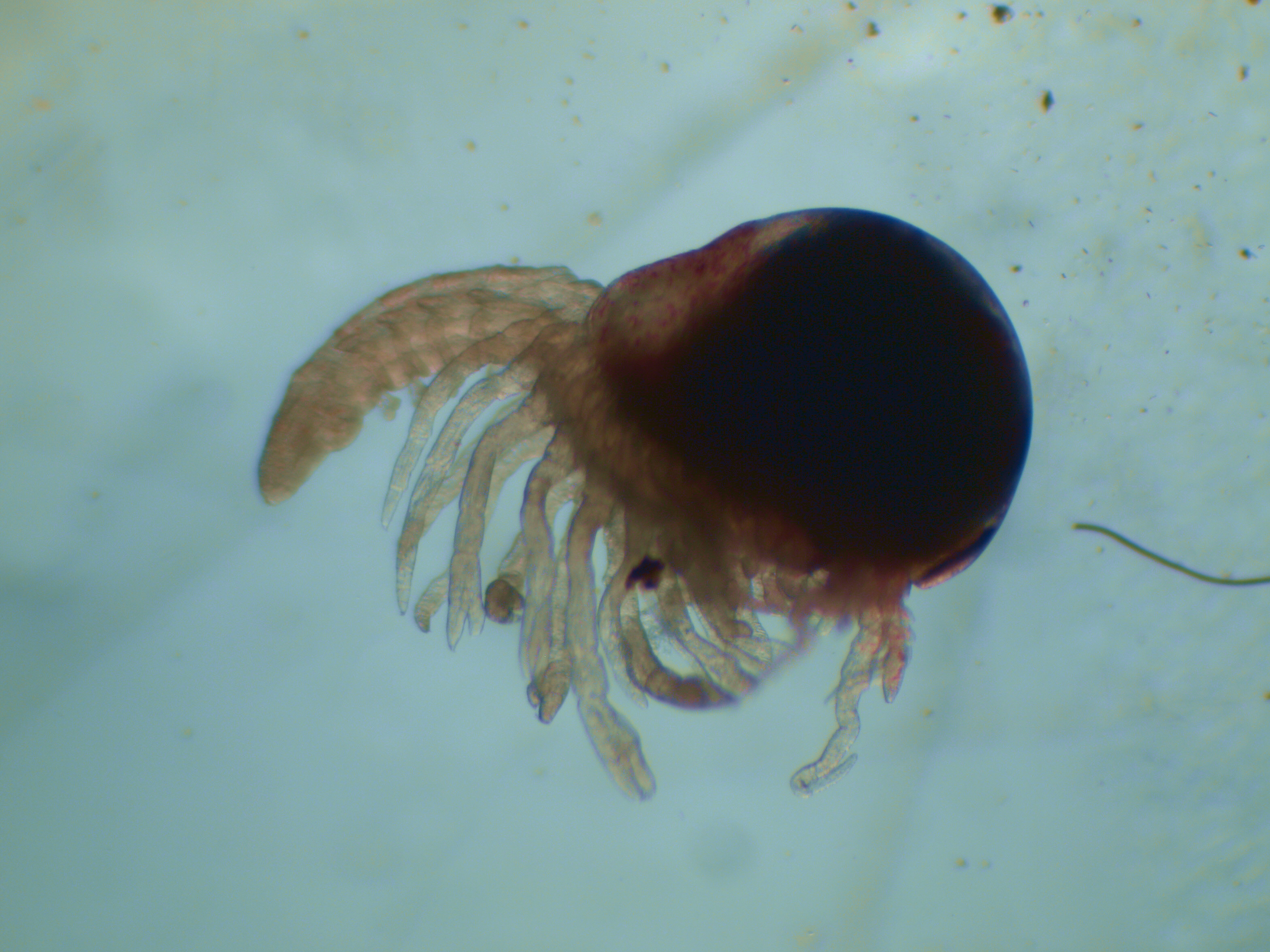
Larve im Zoea-Stadium; Länge etwa 2 mm

Der Marmorkrebs ist ein Allesfresser, wobei pflanzliche Nahrung überwiegt. In aquaristischer Haltung werden gewöhnlich Flockenfutter, Eichen- und Buchenblätter gefüttert. Es wurde kein ausgeprägtes räuberisches Verhalten beobachtet, allerdings werden kranke und einige bodenlebende Fische in Aquarien, wie z. B. kleinere Welsarten (z. B. Otocinclus), erbeutet. Der Umgang mit der Aquarienbepflanzung wird recht unterschiedlich geschildert.

## Systematik und Herkunft
Marmorkrebse wurden Mitte der 1990er Jahre in deutschen Aquaristikhandlungen entdeckt, die Herkunft der Tiere lässt sich nicht mehr rekonstruieren. Die Ursprungsart Procambarus fallax kommt in Nordamerika vor. P. fallax vermehrt sich jedoch getrenntgeschlechtlich und zeigt auch einen leicht anderen Habitus.
Der Marmorkrebs ist als Zuchtprodukt ein Anökozoon, das heißt ein Neozoon, das unter menschlichem Einfluss entstand.
Aufgrund der leichten Zucht und der Tatsache, dass alle Nachkommen genetisch identisch zum Muttertier (d. h. Klone) sind, ist der Marmorkrebs inzwischen zu einem beliebten Modellorganismus im Labor geworden.
Der Marmorkrebs ist 2016 in die Liste invasiver gebietsfremder Arten von unionsweiter Bedeutung für die Europäische Union aufgenommen worden. Seit Anfang 2018 werden in Deutschland Maßnahmen zu Monitoring und Bekämpfung durchgeführt.

## Ökologische Aspekte
Der Marmorkrebs ist heute in der Aquaristik weltweit verbreitet. Zusätzlich ist er in vielen Gebieten der Erde auch als Neozoon zu finden, so auch in Mitteleuropa. 2012 existierten aus Europa 15 Nachweisorte im Freiland, davon 13 nach 2008. Mindestens sechs davon waren etablierte, sich fortpflanzende Populationen. Marmorkrebse sind aus einer Vielzahl von Gewässern bekannt, darunter fließende und stehende, einschließlich Gartenteichen. Sie können sich bei feuchter Witterung auch längere Strecken über Land bewegen, so wurde ein Exemplar in einer Straßenunterführung abseits von Gewässern gefunden. Wegen der raschen Vermehrung sind sie als Lebendköder beim Angeln auf Hecht und Zander gebräuchlich und werden von Fischern so in neue Gewässer eingeschleppt. Zentrum der Einschleppung ist Deutschland, wo die Art nach Norden bis in die niederdeutsche Tiefebene vorkommt, daneben existieren einzelne Funde aus Italien, der Slowakei und Österreich.
Ein Aussetzen von Marmorkrebsen in die freie Natur oder eine „Lebendverklappung“ via Toilette hat aus der Sicht von Artenschützern katastrophale Auswirkungen. In Madagaskar wurden 2010 durch die drastische Vermehrung eingeschleppter Marmorkrebse weitreichende Folgen für die einheimische Flora und Fauna befürchtet. 2012 wurde auch in Japan ein erstes Vorkommen bekannt.

## Epidemiologie und Maßnahmen
Der Marmorkrebs ist als Krankheitsüberträger (Vektor) bekannt. Auch deshalb wird versucht, die Ausbreitung dieser Art einzuschränken.

### Krebspest
Der Marmorkrebs ist selbst gegen die Krebspest weitgehend immun. Da er die Krankheit übertragen kann und ökologische Ressourcen raubt, stellt er eine potentielle Bedrohung für autochthone Krebsarten wie beispielsweise den Edelkrebs (Astacus astacus) oder den Galizierkrebs (Astacus leptodactylus) dar.

### Chytridiomykose
Forscher und Umweltbehörden sehen die Möglichkeit, dass Chytridpilze durch den Marmorkrebs verbreitet werden. Dieser Pilz ist eine Amphibiengefährdung, weil die Chytridiomykose regional zum Artensterben beiträgt, wie es beispielsweise für die Krankheit der Feuersalamander bekannt ist. Batrachochytrium dendrobatitis überdauert keine Austrocknung. Um eine Ausbreitung dieses Pilzes zu vermeiden, muss mit Wasser in Kontakt kommendes Material, wie Wassersport- oder Angelgerät, komplett getrocknet werden. Ebenso stellt der Handel mit Tieren und Pflanzen aus betroffenen Gewässern sowie deren Verbringung und der folgende Kontakt mit lokaler Fauna ein großes Risiko für B. dendrobatitis-freie Regionen und deren Amphibien dar.

### Maßnahmen
Um die Ausbreitung des Marmorkrebses und der Krankheiten einzuschränken, wurden innerhalb der EU alle Mitgliedsstaaten verpflichtet, geeignete Maßnahmen zu ergreifen und deren Erfolg zu protokollieren (Unionsliste). Die Bestandsentwicklung wird durch Biomonitoring überwacht. Als Managementmaßnahmen zum Marmorkrebs sind bekannt: „M 1: Öffentlichkeitsarbeit und Bildung“, „M 2: Entnahme“, „M 3: Schaffung von Pufferzonen“, „M 4: Errichtung von Krebssperren oder Erhaltung bestehender Barrieren“, „M 5: Ablassen oder Verfüllen und Neuanlage von (Still-)Gewässern“, „M 6: Gezielte Förderung von natürlichen Gegenspielern“. Es wird auch versucht, ihn als menschliches Nahrungsmittel zu nutzen.